# Тия Карере
Алтия Рей Джанейро Карере (на английски: Altia Ray Janeiro Carrere) (родена на 2 януари 1967 г.), известна като Тия Карере, е американска актриса и певица.
Тя изпълнява ролята на Касандра Уонг в „Светът на Уейн“ и „Светът на Уейн 2“, както и тази на Джуно Скинър в „Истински лъжи“. През 1997 г. изиграва безсмъртния демон Акиваша в екранизацията по Робърт Хауърд – „Къл Завоевателя“. Тия Карере играе и главната роля на Сидни Фокс в сериала „Търсачи на реликви“ (1999 – 2002). Също така озвучава Нани в анимационната поредица „Лило и Стич“ и Кралицата на Марс в сериала „Дък Доджърс“.

## Избрана филмография
- Въздушен вълк (1985)
- Женени с деца (1990)
- Конфликт в Малко Токио (1991)
- Харли Дейвидсън и Марлборо Мен (1991)
- Истински лъжи (1994)
- Фантазиите на Вероника (1998)
- Лило и Стич (2002)
- Дък Доджърс (2003)
- Лило и Стич: Сериалът (2003)
- Джони Браво (2004)
- Алоха, Скуби-Ду! (2005)
- Американски дракон: Джейк Лонг (2005)
- Лило и Стич 2: Стич има повреда (2005)
- Ориндж Каунти (2006)
- Лерой и Стич (2006)
- Клъцни/Срежи (2007)
- От местопрестъплението: Маями (2009)
- Хранилище 13 (2010)
- Скуби-Ду! Мистерия ООД (2011)
- Стажантът (2012)
- Хавай 5-0 (2015)
- Том и Джери: Шпионска мисия (2015)
- Семейният тип (2016)
- Мики и приятели състезатели (2017)
- Easter Sunday (2022)